# Skye McCole Bartusiak
Skye McCole Bartusiak, född 28 september 1992 i Houston i Texas, död 19 juli 2014 i Houston i Texas, var en amerikansk skådespelare, som fick sitt stora genombrott i filmen Patrioten där hon spelade dotter till Mel Gibson.

## Filmografi i urval
- 1999 – Ciderhusreglerna
- 1999 – På heder och samvete (TV-serie) (1 avsnitt)
- 1999 – Storm of the Century (TV-miniserie, tre avsnitt)
- 1999 – Skyddat vittne (TV-film)
- 1999 – Vem dömer Amy? (TV-serie) (1 avsnitt)
- 2000 – Frasier (TV-serie) (1 avsnitt)
- 2000 – Law & Order: Special Victims Unit (TV-serie) (1 avsnitt)
- 2000 – Patrioten
- 2000 – Providence (TV-serie) (1 avsnitt)
- 2000 – The Prophet's Game
- 2000 – The Darkling (TV-film)
- 2001 – Blonde - The Marilyn Monroe Story (TV-miniserie, två avsnitt)
- 2001 – Don't Say a Word
- 2001 – Pojkarna i mitt liv
- 2002 – Flashpoint
- 2002–2003 – 24 (TV-serie) (åtta avsnitt)
- 2003 – Love Comes Softly (TV-film)
- 2003 – The Vest
- 2004 – Against the Ropes
- 2005 – Boogeyman
- 2005 – CSI: Crime Scene Investigation (TV-serie) (1 avsnitt)
- 2005 – House (TV-serie) (1 avsnitt)
- 2005 – Lost (TV-serie) (röst, 1 avsnitt)
- 2006 – Kill Your Darlings
- 2006 – Once Not Far from Home
- 2006 – Razor Sharp
- 2005 – Close to Home (TV-serie) (1 avsnitt)
- 2008 – A Fix
- 2008 – Pineapple
- 2009 – Wild About Harry (American Primitive)
- 2011 – Good Day for It
- 2012 – Sick Boy
- 2012 – Twelve Hungry Men